# Lægeoksetunge
Lægeoksetunge (Anchusa officinalis), også skrevet Læge-Oksetunge, er en 30-60 cm høj urt, der vokser ved veje, grusgrave og sandede marker.

## Beskrivelse
Lægeoksetunge er en toårig plante, som har en stiv, opret vækstform. Hele planten er dækket af stive hår. Det første leveår danner planten en helt flad roset af blade, og først næste forår skyder stænglen til vejrs. Stænglen er forgrenet i toppen og rund i tværsnit. Den bærer de spredtstillede, ustilkede, linjeformede og helrandede blade. Bladenes overside er grågrøn, mens undersiderne er noget lysere.
Blomstringen sker i juni-juli, hvor man bemærker de blåviolette, regelmæssige blomster siddende i endestillede svikler. Frugterne er kantede delfrugter.
Rodnettet består af en kraftig pælerod, som bærer tilsvarende kraftige siderødder.
Højde x bredde og årlig tilvækst: 0,50 x 0,30 m (50 x 30 cm/år). Disse mål kan fx bruges til beregning af planteafstande, når arten anvendes som kulturplante. Det første år er planten dog kun en flad bladroset.

## Voksested
Arten er udbredt over det meste af Europa, herunder også i Danmark. Den findes på lysåbne, sandede steder med neutralt pH.
På et ruderat ved Eichkogel i Wienerwald, Østrig findes den sammen med bl.a. alm. bukketorn, alm. kløvplade, alm. seglblad, skarntyde, slangehoved, tidselkugle, æselfoder, fliget kartebolle, glat burre, gul reseda, gærdekartebolle, havekørvel, knoldet hulsvøb, rundbladet hareøre, rød tandbæger, seglsneglebælg, tornet salat og tvebo galdebær.

## Anvendelse
Oksetunge er en gammel lægeplante og skulle være god mod melankoli. Den skulle også være hjertestyrkende, god mod hoste og god til sårbehandling.
Rodens røde farvestof, som tydelig ses, når man skærer den igennem har allerede i romertiden været brugt til sminke. Farvestoffet benyttes i dag blandt andet til tøjfarvning.
| Portal | Portal:Botanik |

## Note
1. ↑  Anonym: Pannonian dry vegetation along the margin of the eastern Alps S of Vienna (engelsk)